# Dschamīl Sidqī az-Zahāwī

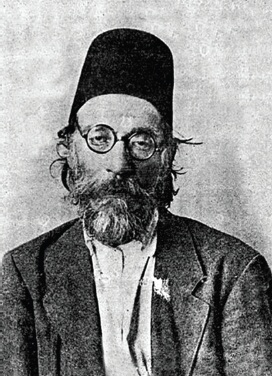
D̲j̲amīl Ṣidḳī al-Zahāwī

Dschamīl Sidqī az-Zahāwī, auch Jamil Sidqi al-Zahawi, Cemîl Sidqî Zehawî (arabisch جميل صدقي الزهاوي, DMG Ǧamīl Ṣidqī az-Zahāwī; * 18. Juni 1863 in Bagdad; † 23. Februar 1936 ebenda) war ein neoklassizistischer Schriftsteller und Dichter und bedeutender Vertreter der Nahda im Irak.

## Leben und Wirken
Az-Zahāwī wurde in den bedeutenden Klan der ursprünglich aus Sulaimaniyya stammenden al-Bābān geboren. Da seine Eltern getrennt lebten (sein Vater Faydi war Mufti von Bagdad, seine Mutter stammte aus der kurdischen Oberschicht), lebte er zunächst bei seiner Mutter, wurde jedoch später von seinem Vater in der klassischen arabischen Sprache ausgebildet.
Zunächst beschäftigte sich az-Zahāwī autodidaktisch mit – wie er es nannte – modernen Wissenschaften – und wurde später in das Madschlis al-Ma'arif in Bagdad berufen, nachdem er ebenda für einige Zeit eine Lehrtätigkeit an der Schule in Sulaimaniyya ausgeübt hatte. Später wurde er Direktor der staatlichen Druckerei, war für eine Zeitung tätig und wurde Mitglied des Berufungsgerichts.
Nachdem er ins Ausland gereist war, geriet er später mit dem Gesetz in Konflikt, wurde inhaftiert und verbrachte einige Zeit im Gefängnis, kehrte später nach Bagdad zurück und wurde anschließend zum Professor für islamische Philosophie und arabische Literatur an der Darülfünun in Istanbul berufen. Nach der Unabhängigkeit des Iraks 1921 wurde er ins irakische Parlament gewählt.

## Werke
Az-Zahāwī veröffentlichte Werke zu verschiedenen Themen: Philosophie, Pferde und Pferderennen, Weltall, Schach, Volksglauben und einigen anderen. Im Alter von 40 Jahren verwarf er diese Themen und wendete sich vollends der Poesie zu und verfasste dazu einige Arbeiten.